# سوق باب السراي
36°20′35″N 43°08′08″E / 36.34298°N 43.13546°E

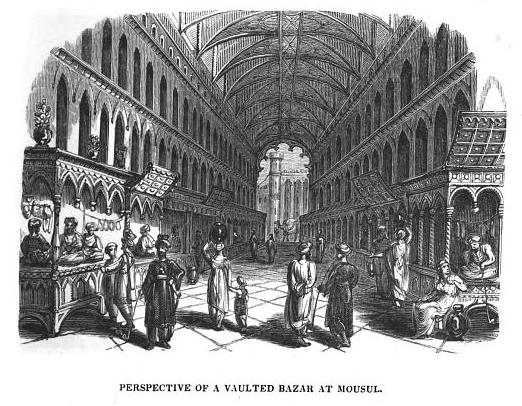
سوق باب السراي - من كتاب بكنغهام.

سوق باب السراي هو سوق تاريخي يقع في الموصل، وهو في الواقع مجموعة من الأسواق والخانات التي كانت متمركزة قرب باب السراي، أحد الأبواب التي كانت تحيط بسور الموصل.
يتحدد موقع السوق بين ساحة صقور الحضر وشارع نينوى عبر شارع غازي (الثورة) غربا، ومن شارع نينوى حتى سوق العطارين شمالا. ومن سوق العطارين حتى شارع العدالة عبر ساحة باب الطوب القديمة شرقا ومن شارع العدالة حتى ساحة صقور الحضر مرة اخرى جنوبا.
يتكون السوق من شبكة من الطرق المتقاطعة والضيقة، حيث يتخصص كل طريق في تجارة منتجات وأصناف محددة. يتراوح عرض الطرق بين متر إلى مترين، مع وجود بعض المناطق الأكبر نسبيًا عند تقاطعات الطرق. يقع في السوق جامعان هما: جامع الباشا وجامع الشيخ عبدال.

## في العصر الجليلي
في العصر الجليلي للموصل، كان سوق باب السراي أهم سوق في المدينة بلا منازع، وكان يتكون من عدة أسواق منها: سوق الصاغة وسوق اليمنجية (الأخذية) وسوق العطارين وسوق السراجين وسوق الحشيش (التبن) وسوق القطن الذي يعرف أيضا بخان الغزل،  وسوق الصباغين وسوق البرضعجية (براذع الحمير والبغال). 
وكان فيها أهم الخانات والقيصريات: خان المفتي (بني حوالي ١١٢٠ هـ / ١٧٠٨ م) قيصرية علي أفندي، قيصرية العبدالية، قيصرية أيوب بك (١٨١٤ م)، قيصرية الكنجية، قيصرية معاش العسكر (١٨١٤ م)، قيصرية أوخان الطمغة الكبيرة (١٨١٤ م)، قيصرية الشالجية وقيصرية القزازين، كما كان هنالك دباغ خانه جنوب السوق باتجاه الجامع الأحمر.

## صور

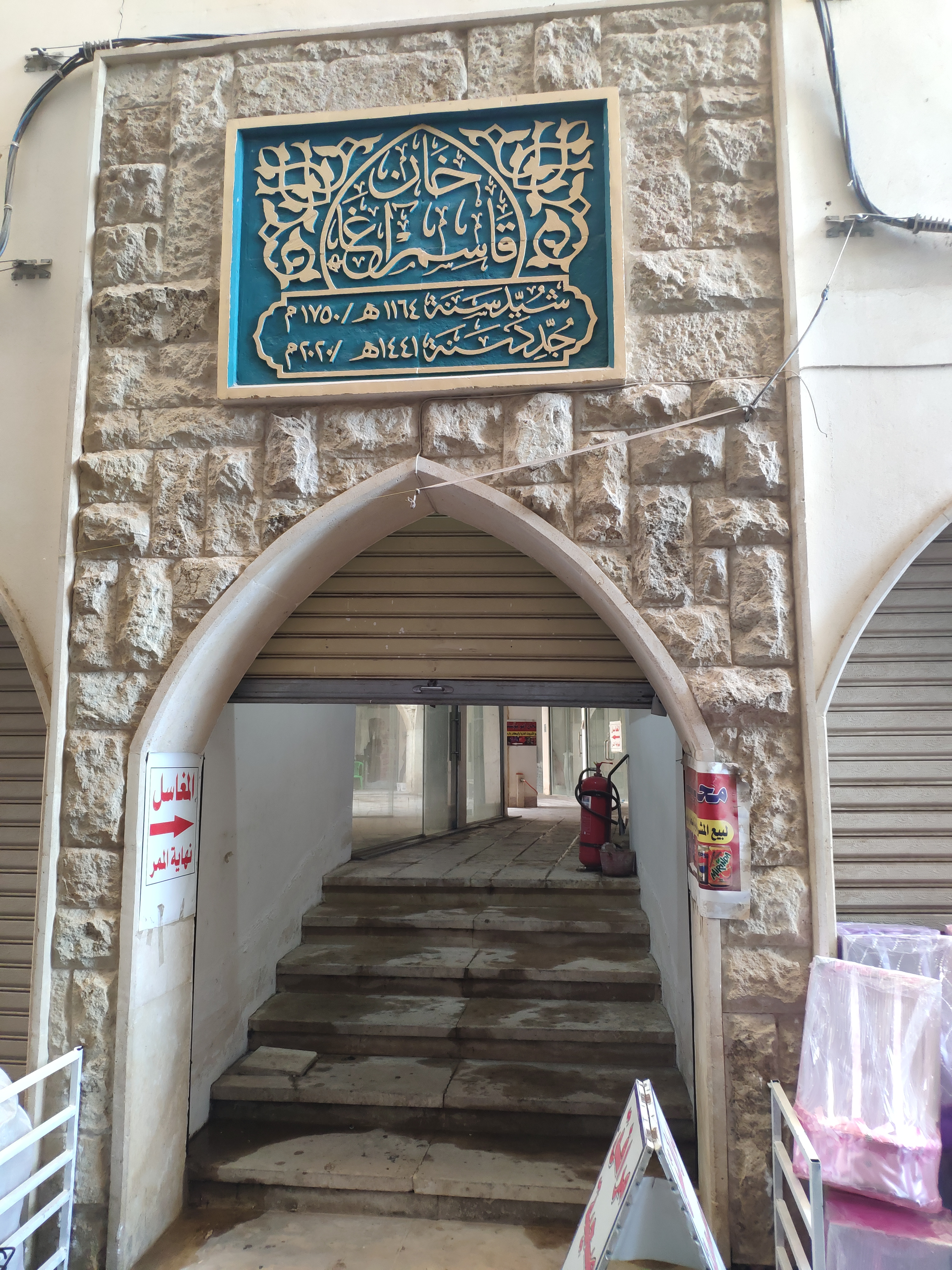
خان قاسم آغا
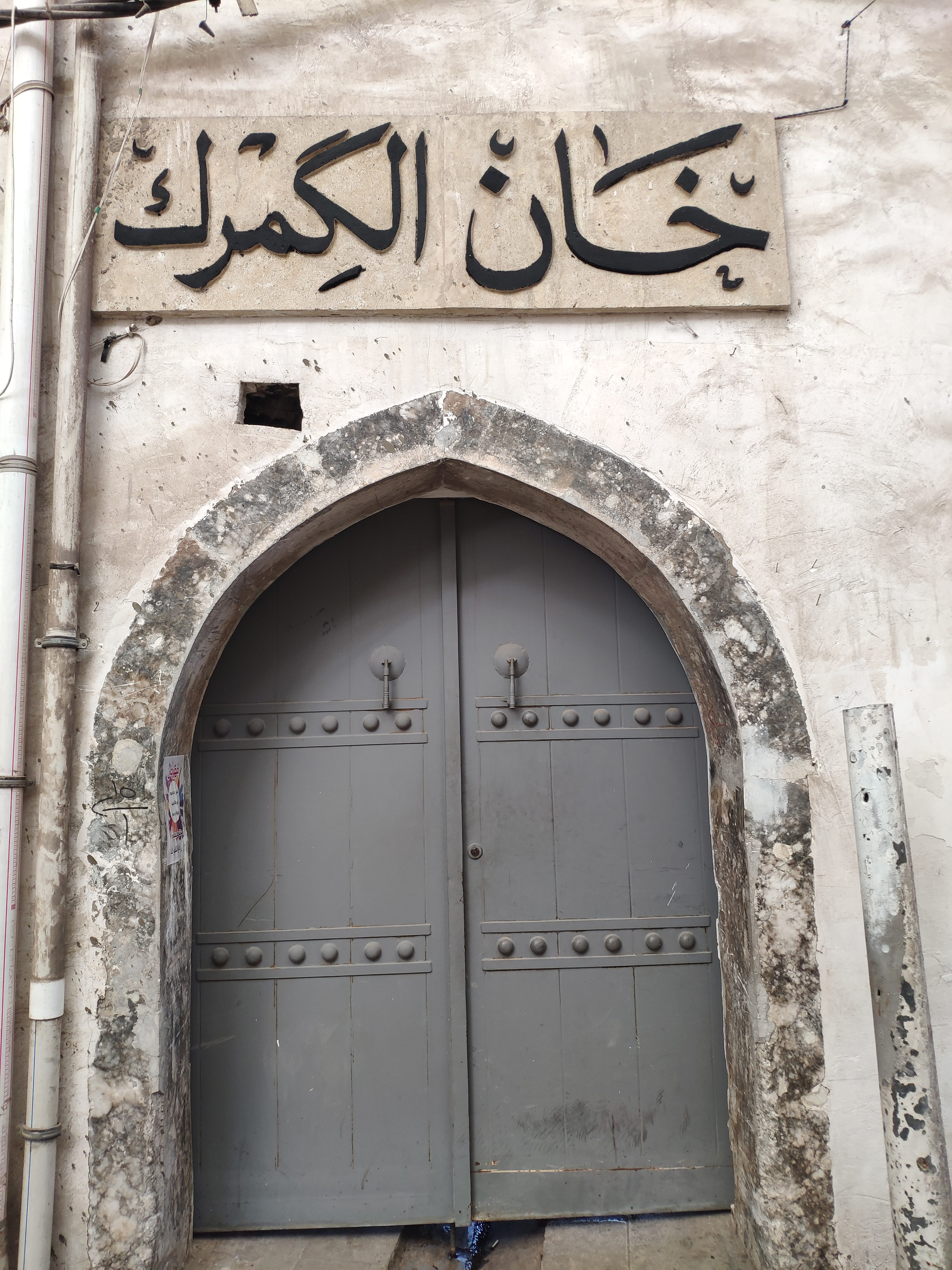
خان الكمرك
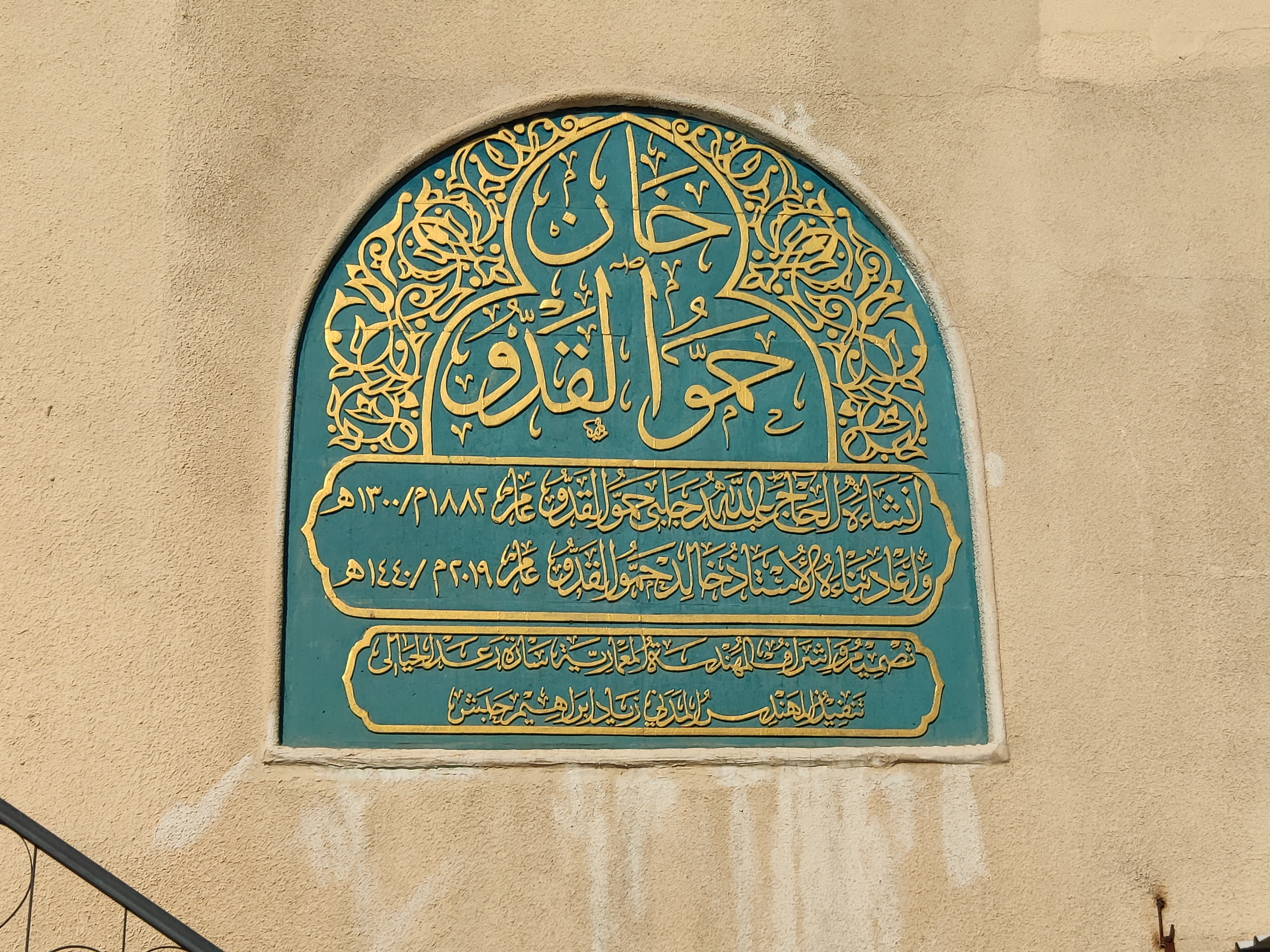
خان حمو القدو
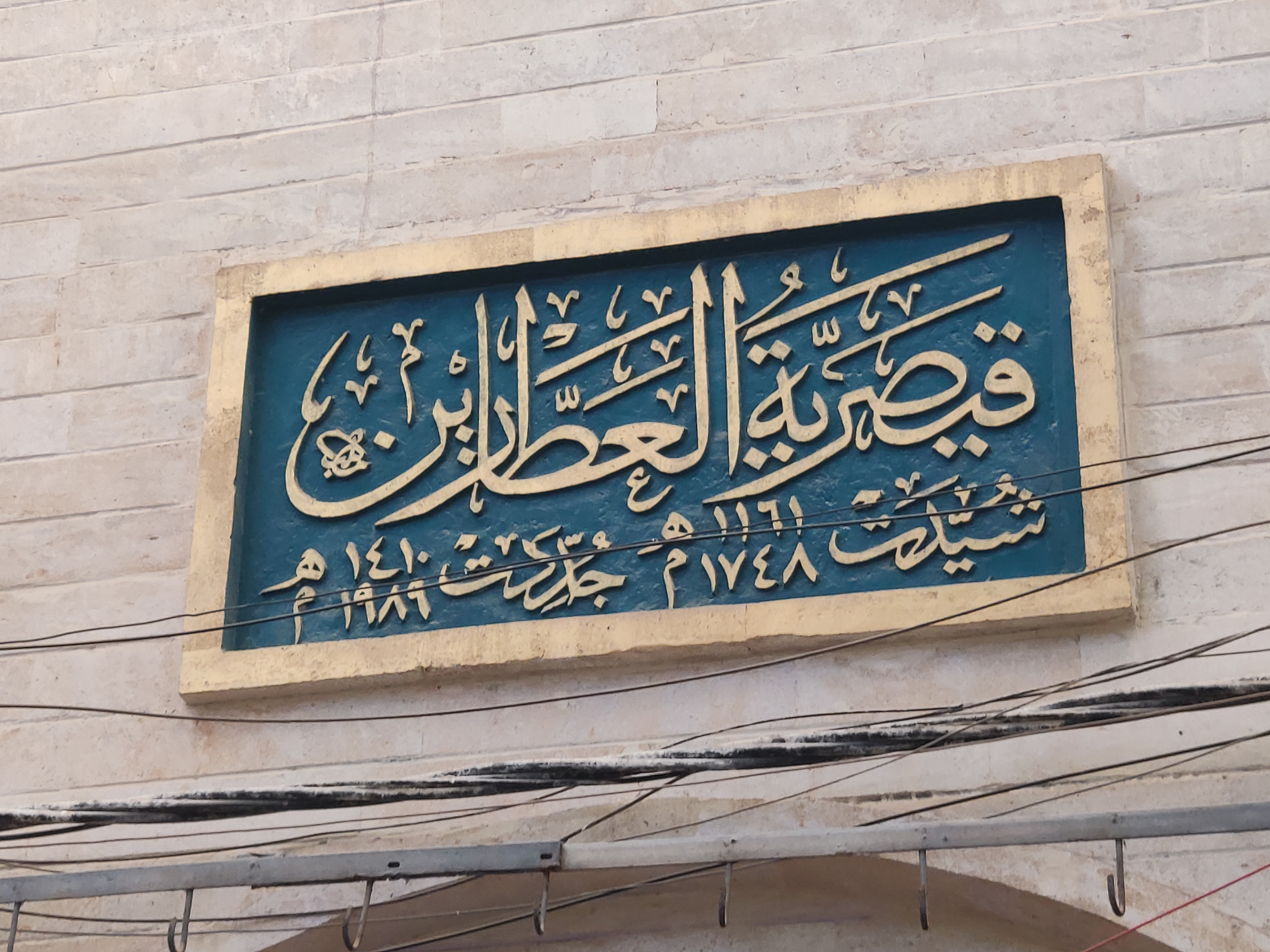
قيصرية العطارين
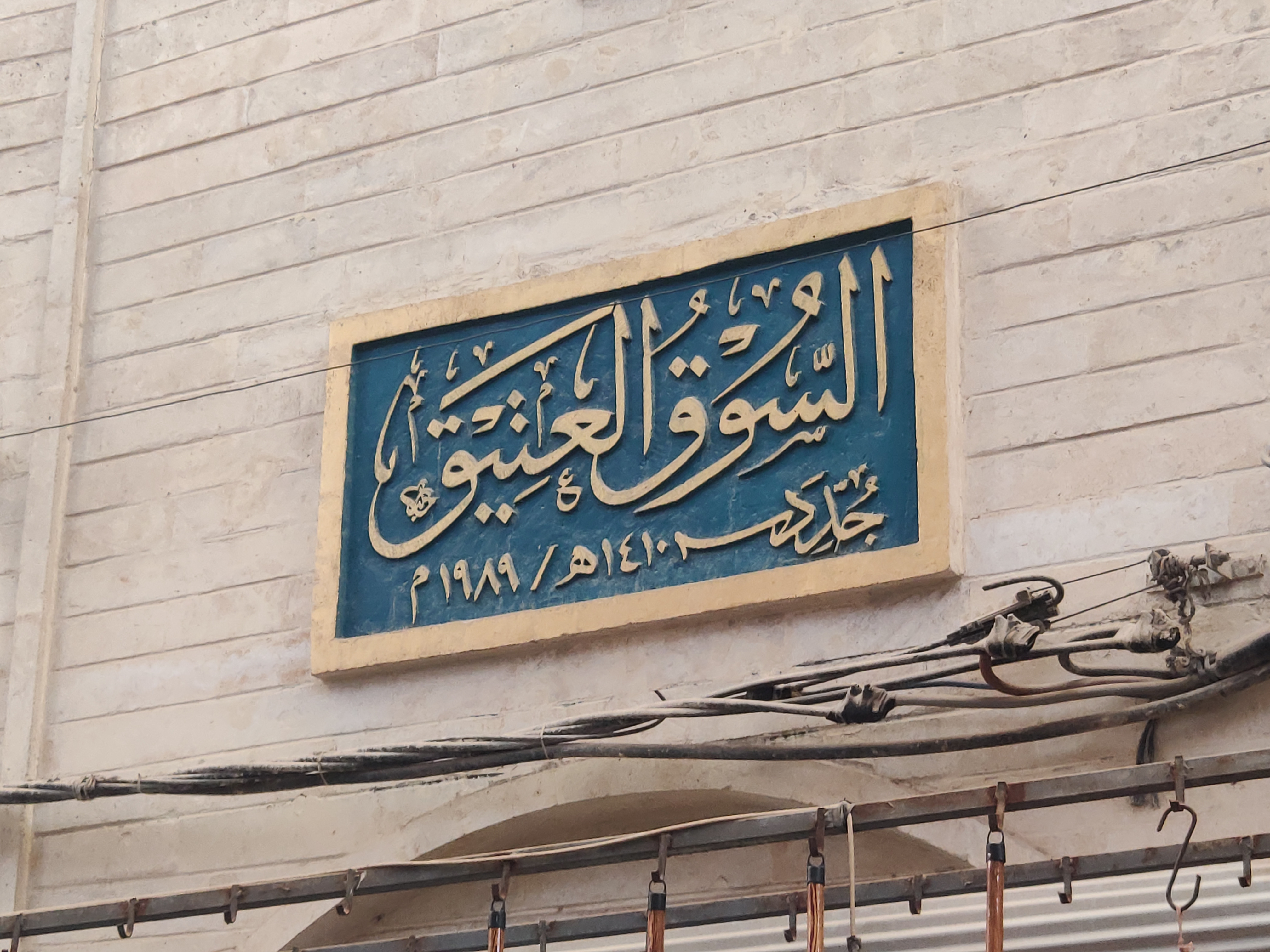
السوق العتيق
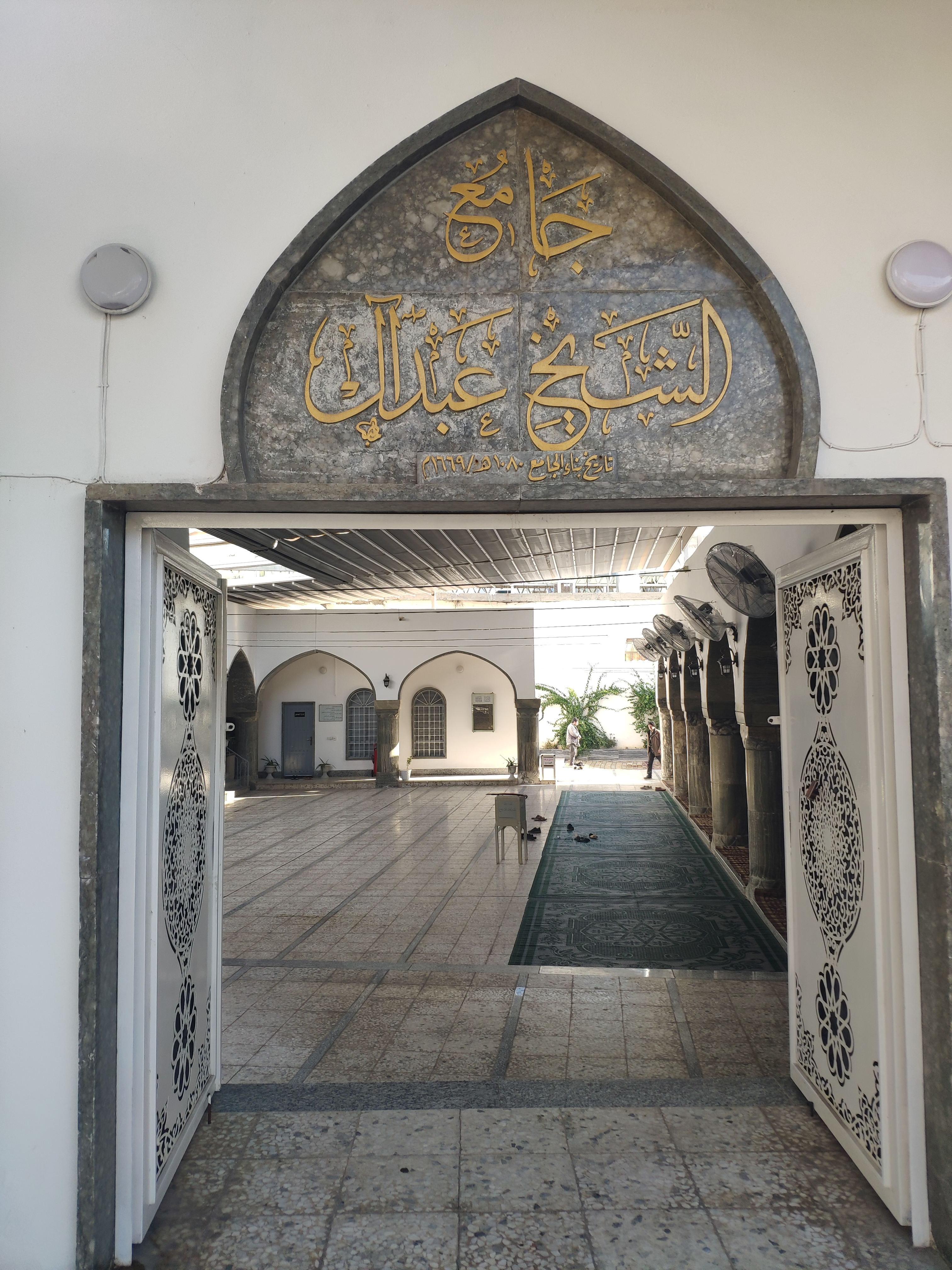
جامع الشيخ عبدال
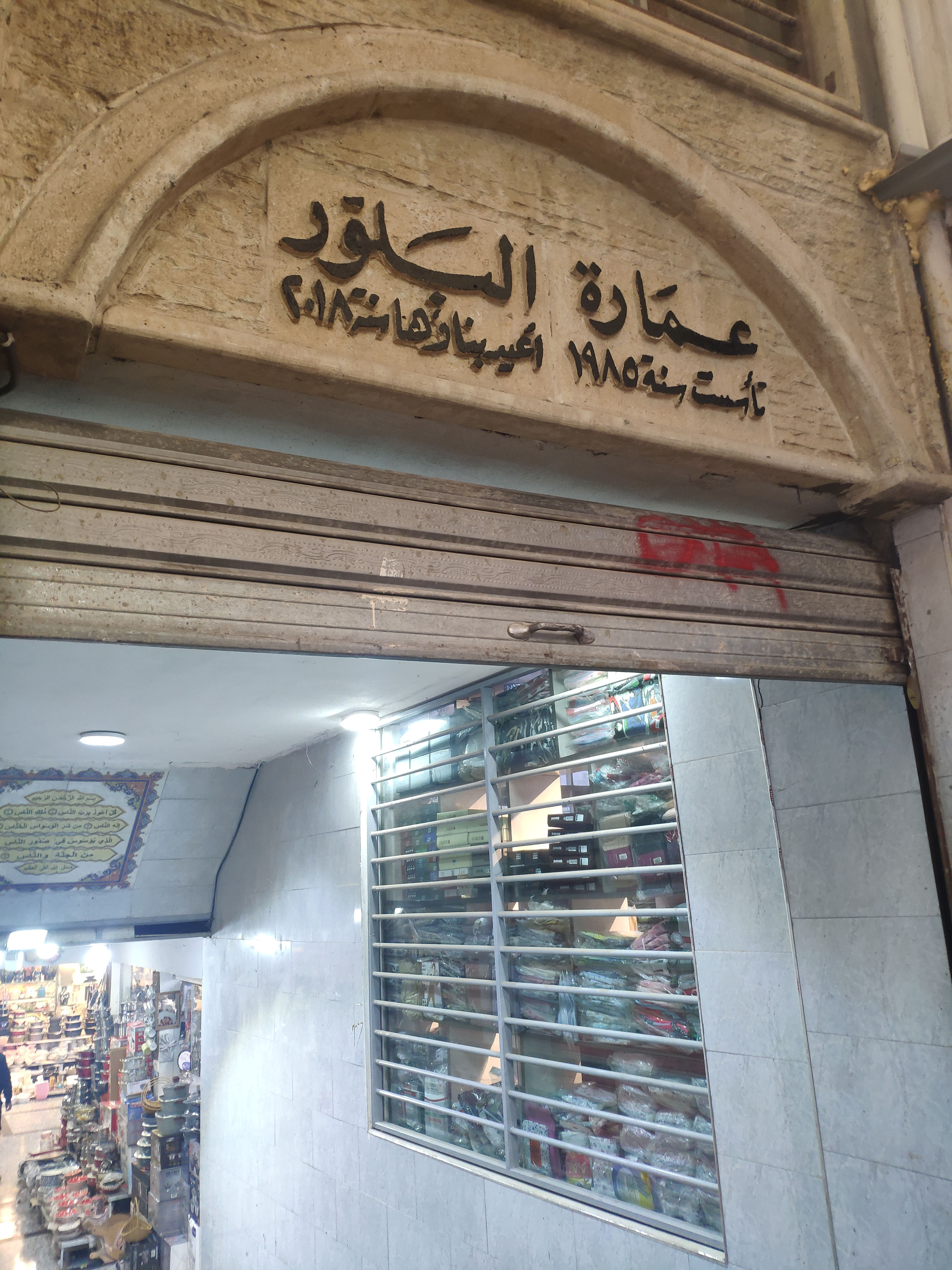
عمارة البلور
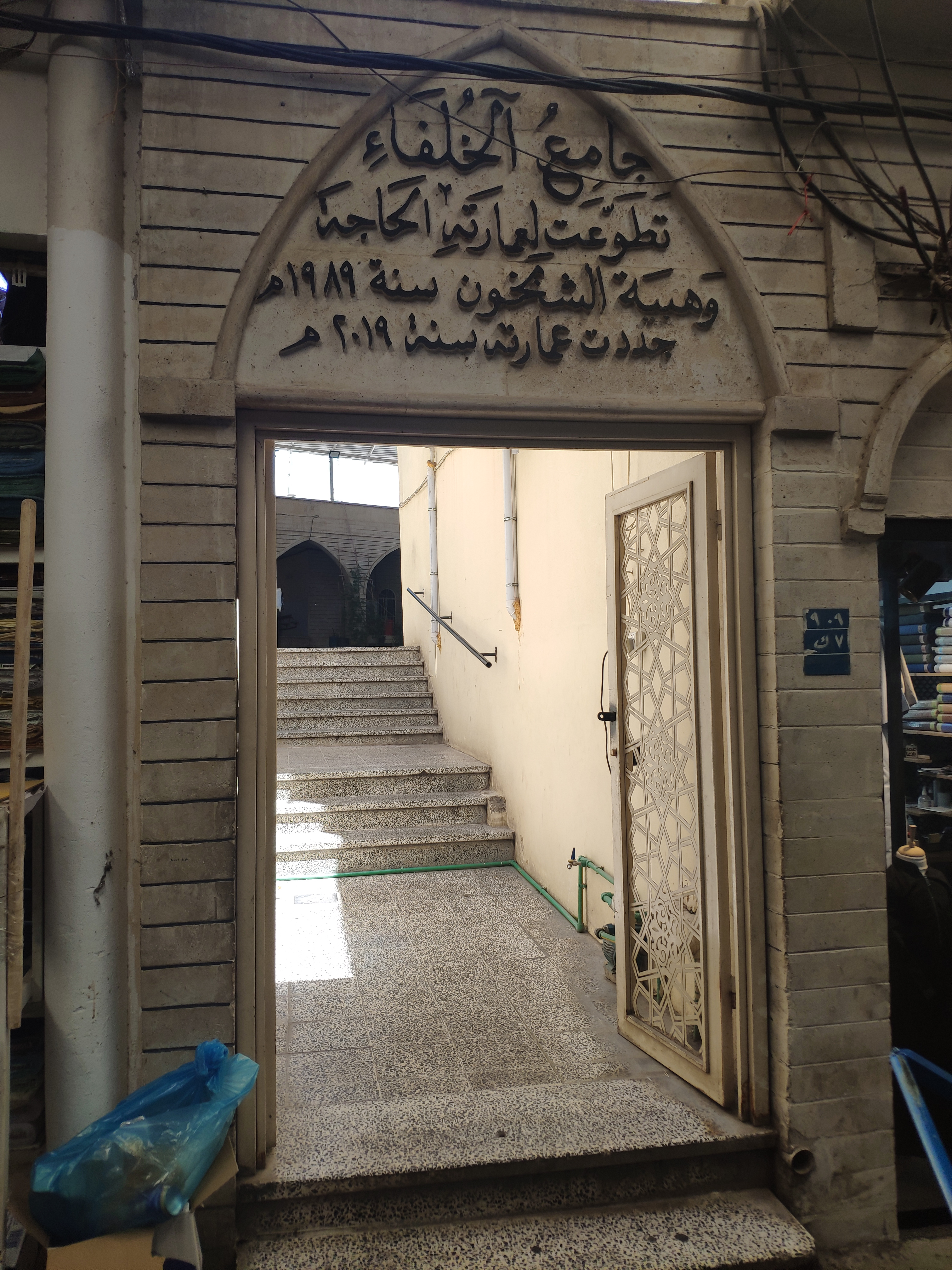
جامع الخلفاء
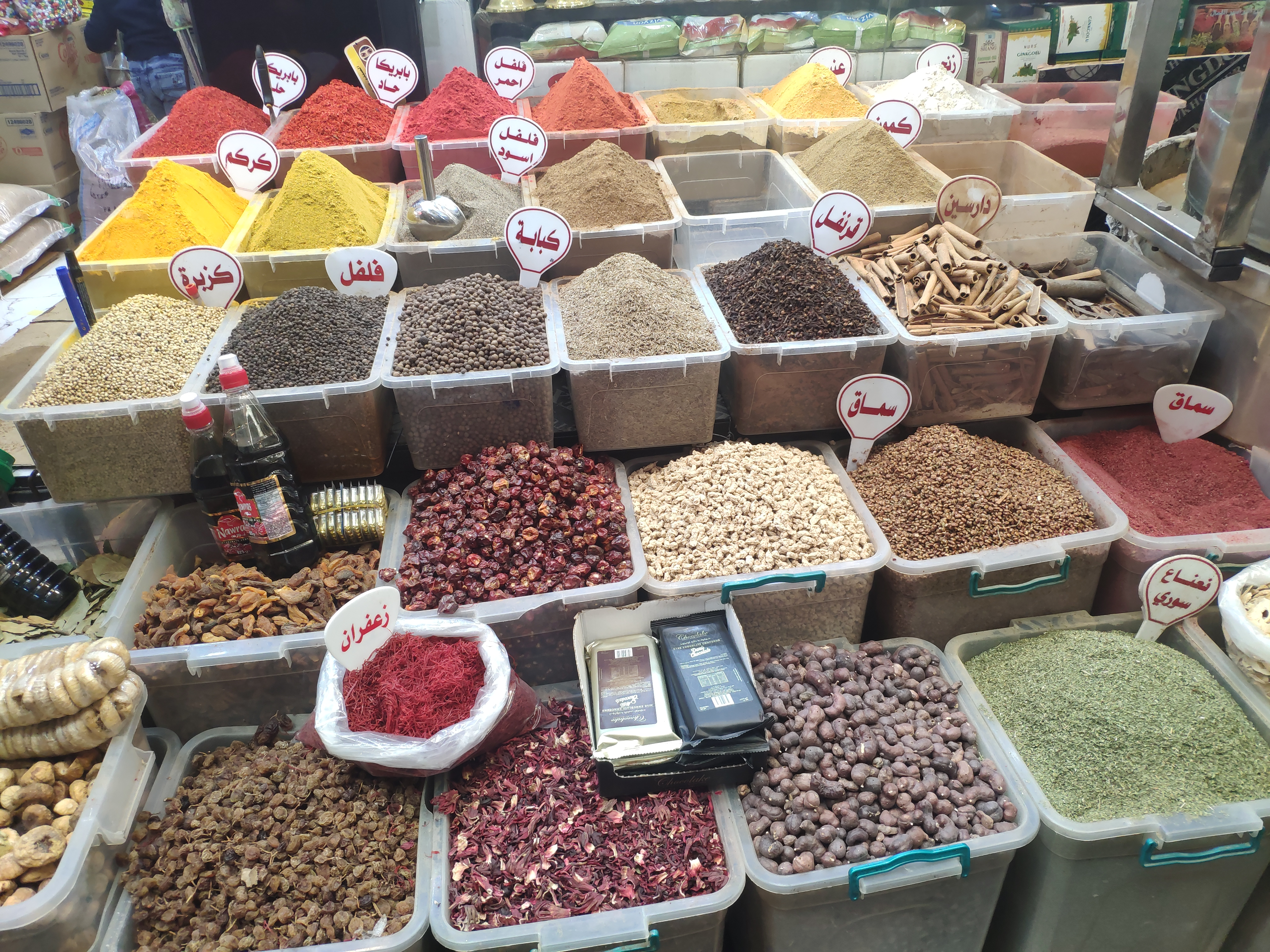
عطار
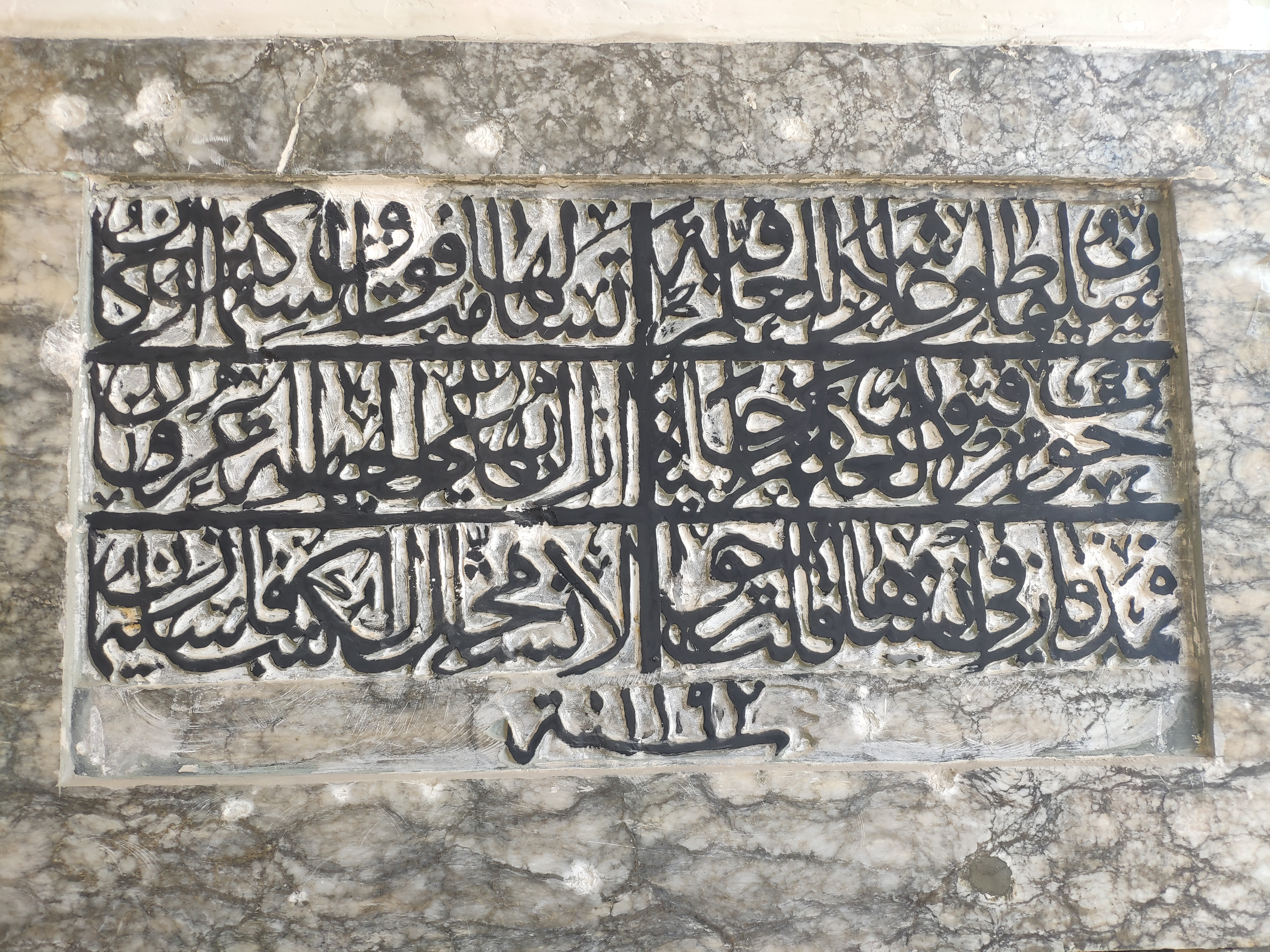
نقش، جامع الباشا
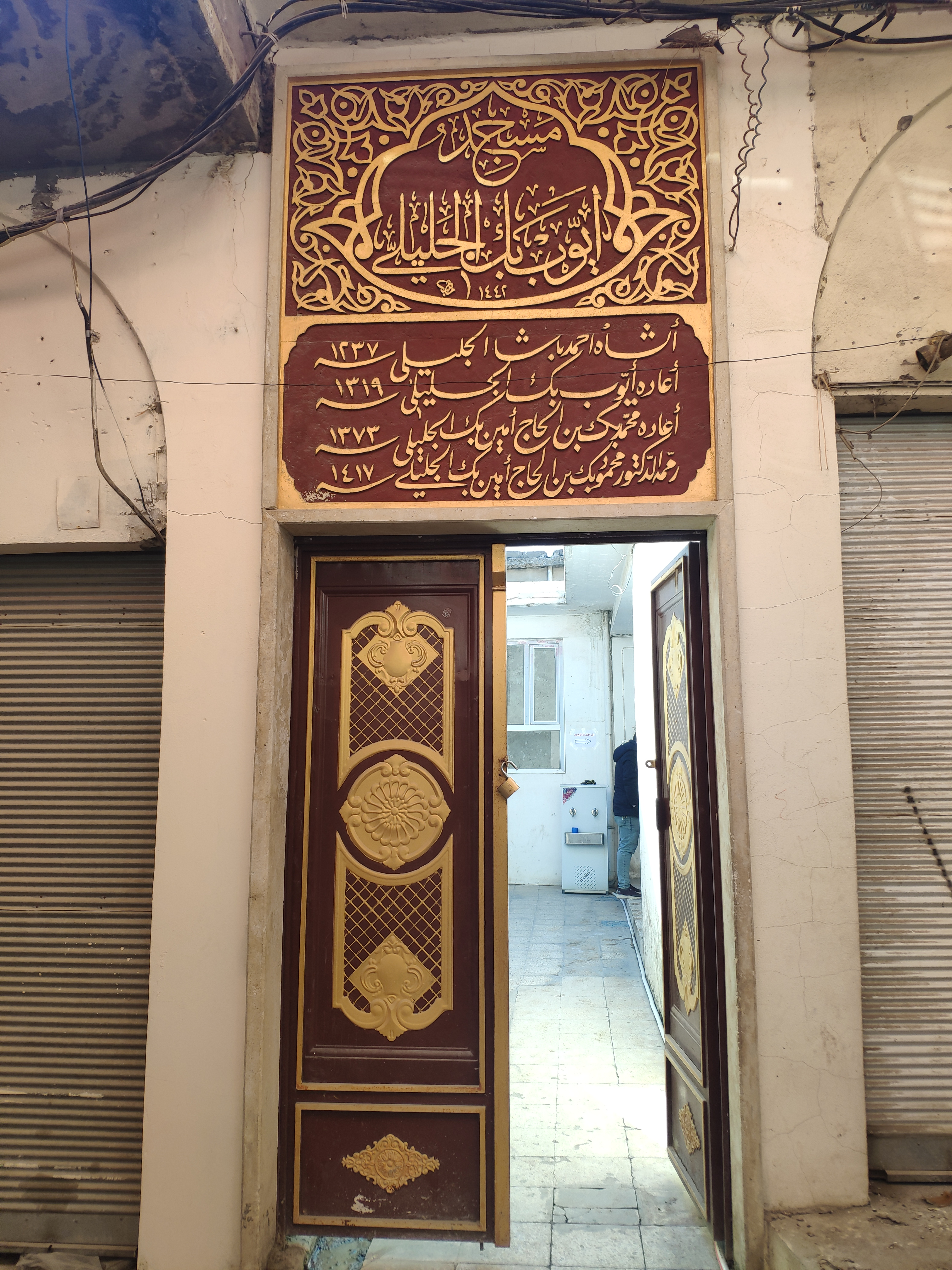
مسجد أيوب بك الجليلي